# Duc de Cadaval
 (mars 2023).
Si vous disposez d'ouvrages ou d'articles de référence ou si vous connaissez des sites web de qualité traitant du thème abordé ici, merci de compléter l'article en donnant les références utiles à sa vérifiabilité et en les liant à la section « Notes et références ».
Le titre de duc de Cadaval est un titre de noblesse portugais créé le 26 avril 1648 par le roi Jean IV de Portugal. La famille ducale de Cadaval est une branche cadette de la deuxième maison de Bragance.

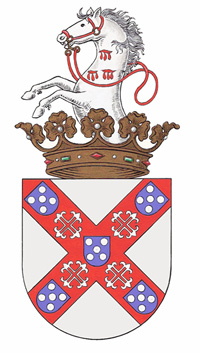
Armes des Ducs de Cadaval

La maison de Cadaval remonte au XIVe siècle et a pour tige Álvaro de Bragance, seigneur de Cadaval, 4e frère de Ferdinand II, duc de Bragance. Ce prince était petit-fils, par Ferdinand Ier, duc de Bragance, d'Alphonse Ier, premier duc de Bragance, qui avait épousé Brites Pereira, l'unique héritière du grand connétable de Portugal, Nuno Álvares Pereira, comte d'Ourém, de Barcelos, et d'Arraiolos, le plus riche seigneur du Portugal après le roi, et son meilleur ami et camarade à Aljubarrota. Alvaro de Bragance épousa, en 1479, Filippa de Melo-Villena, dame de Ferreira. Leurs descendants abandonnèrent le nom de « de Bragança » pour celui de 
« de Melo » jusqu'à Nuno II, premier duc de Cadaval, dont la descendance adopta le nom de « Álvares Pereira de Melo ».
Le titre duc de Cadaval a été créé par D. João IV en 1648, pour Nuno II Álvares Pereira de Melo (1638-1727), fils de Francisco II de Melo, 3e marquis de Ferreira et 4e comte de Tentúgal [respectivement pour la ville de Ferreira de Aves (pt) et la ville de Tentúgal (pt)], arrière-arrière-petit-fils par les mâles d'Álvaro de Bragança, dont les descendants portèrent jusqu'au XVIIe siècle les titres de marquis de Ferreira et de comtes de Tentúgal, qui devinrent ensuite les titres subsidiaires de chaque  duc de Cadaval dévolus à chaque génération à leur héritier immédiat.
« Duc de Cadaval » est un titre de juro e herdade, c'est-à-dire « de transmission libre et héréditaire », le roi ne pouvant — sauf trahison ou lèse-majesté — refuser de le renouveler automatiquement à chaque génération (après 1835, seulement si les impôts de transmission étaient payés).

## Liste des ducs de Cadaval

### Titres réguliers
- D. Nuno Álvares Pereira de Melo (4 novembre 1638 - 27 janvier 1727), 1er duc de Cadaval, 4e marquis de Ferreira, 5e comte de Tentúgal, marié à la princesse Marguerite de Lorraine-Armagnac, fille de Louis de Lorraine, comte d'Armagnac.
- D. Luís Ambrósio Álvares Pereira de Melo (7 décembre 1679 - 13 novembre 1700), 2e duc de Cadaval, marié à D. Luisa de Bragança, fille bâtarde du roi Pierre II de Portugal.
- D. Jaime Álvares Pereira de Melo (1er septembre 1684 - 29 mai 1749), 5e marquis de Ferreira, 6e comte de Tentúgal, puis 3e duc de Cadaval, marié à la princesse Henriette de Lorraine-Lambesc, fille de Louis de Lorraine, prince de Lambesc.
- D. Nuno Caetano Álvares Pereira de Melo (17 novembre 1741 - 17 septembre 1771), 4e duc de Cadaval, 6e marquis de Ferreira, 7e comte de Tentúgal, marié à D. Maria Leonor da Cunha e Távora, fille du 5e comte de São Vicente.
- D. Miguel Caetano Álvares Pereira de Melo (6 février 1765 - 14 mars 1808), 5e duc de Cadaval, 7e marquis de Ferreira, 8e comte de Tentúgal, marié à Marie-Madeleine de Montmorency-Luxembourg, fille d'Anne-Charles de Montmorency-Luxembourg, 10e duc de Piney-Luxembourg et duc de Châtillon-Coligny.
- D. Nuno Caetano Álvares Pereira de Melo (7 avril 1799 - 14 février 1837), 6e duc de Cadaval, 8e marquis de Ferreira, 9e comte de Tentúgal, marié à D. Maria Domingas Francisca de Bragança de Sousa e Ligne, fille du 2e duc de Lafões.
- D. Maria de la Piedade Álvares Pereira de Melo (29 avril 1827 - 14 septembre 1898), 9e marquise de Ferreira, 10e comtesse de Tentúgal, puis 7e duchesse de Cadaval, mariée à son oncle paternel D. Jaime Caetano Álvares Pereira de Melo (6 février 1805 - septembre 1878), 7e duc consort de Cadaval, 10e marquis de Ferreira, 11e comte de Tentúgal, frère cadet du 6e de Cadaval.
- D. Jaime Segismundo Álvares Pereira de Melo (22 décembre 1844 - 26 juin 1913), 8e duc de Cadaval, 11e marquis de Ferreira, 12e comte de Tentúgal, marié à la comtesse Graziella Zileri dal Verme, petite-fille de la princesse Marie-Caroline de Bourbon-Siciles, duchesse de Berry.
- D. Nuno Maria José Caetano Álvares Pereira de Melo (29 novembre 1888 - 16 février 1935), 9e duc de Cadaval, 12e marquis de Ferreira, 13e comte de Tentúgal, marié à Diane de Gramont de Coigny, fille du comte Arnaud de Gramont de Coigny.

### Titres de courtoisie
Après 1834, les ducs de Cadaval, qui ont suivi le parti légitimiste du roi déchu Michel Ier de Portugal, vaincu à la Guerre civile portugaise, vivent exilés à Paris jusqu'à la proclamation de la République en 1910. La famille Álvares Pereira de Melo continue de porter les titres de sa maison jusqu'à nos jours, malgré l'abolition de la monarchie et des titres de noblesse. 
Pour pouvoir bénéficier du titre régulier, la maison de Cadaval aurait dû, entre 1837[pourquoi ?] et 1910, ou même 1932, date de la mort du dernier roi libéral[pourquoi ?], les enregistrer à la cour de Lisbonne comme tous les autres nobles, en payant les grosses sommes d'impôt exigées à cet effet par l'État portugais. 
Par courtoisie, on continue cependant de les appeler par leurs titres, jusqu'à la mort du roi Manuel II[pourquoi ?], quand le régime républicain, et[En quoi ?] la revendication des droits à la Couronne portugaise par la branche des Bragance à laquelle ils sont restés fidèles depuis si longtemps, leur permet de les voir toujours reconnus officieusement par les ducs de Bragance, qui sont tour à tour prétendants au trône de Portugal.
- D. Jaime Álvares Pereira de Melo (27 juin 1913 - 30 juillet 2001), 10e duc de Cadaval, 13e marquis de Ferreira, 14e comte de Tentúgal ;
- D. Diana Mariana Vitória Álvares Pereira de Melo (née le 25 juillet 1978), 11e duchesse de Cadaval[1], duchesse d'Anjou[2],  par son mariage avec Charles-Philippe d'Orléans le 21 juin 2008.

### Un nouveau titre: Cadaval-Hermès
Lorsque Jaime Álvares Pereira de Melo, 10e duc de Cadaval meurt en 2001, il laisse quatre filles : deux issues de son premier mariage uniquement civil (avec Antoinette Schweisguth, ex-épouse du 4e baron Durrieu) et deux autres de son second mariage, civil et religieux (avec Claudine Tritz, une parente du père Pierre Tritz). Les titres du duc de Cadaval ont été revendiqués par les filles aînées de chaque mariage :
- Rosalinda Álvares Pereira de Melo (née en 1936), fille aînée du duc, issue du premier mariage ;
- Diana Álvares Pereira de Melo (née en 1978), fille aînée du duc, issue du second mariage.

Duarte de Bragança, duc de Bragance, prétendant au trône de Portugal, a reconnu Diana Álvares Pereira de Melo comme 11e duchesse de Cadaval.
Toutefois, il a également octroyé à l'aînée de ses demi-sœurs, Rosalinda Álvares Pereira de Melo, le nouveau titre de courtoisie de duchesse de Cadaval-Hermès (elle est mariée à l'un des héritiers de la maison Hermès, Hubert Guerrand-Hermès). Rosalinda a également obtenu du prétendant au trône la reconnaissance des titres de marquise de Ferreira (14e) et de comtesse de Tentúgal (15e), traditionnellement accordés comme titres subsidiaires à l'héritier du duc de Cadaval.